# Gessius Florus
Gessius Florus was procurator over Judea van 64 tot aan het uitbreken van de Joodse Oorlog in 66 na Chr.
Florus was afkomstig uit Clazomenae in Asia en behoorde tot de stand van de equites. Zijn vrouw Cleopatra was goed bevriend met Poppaea, de vrouw van keizer Nero. Aan deze vriendschap had Florus volgens Josephus zijn benoeming in Judea te danken.
De belangrijkste bron voor het optreden van Florus is de Joodse historicus Flavius Josephus. Hij beschuldigt Florus ervan de corruptie die Florus' voorganger Lucceius Albinus aan het einde van zijn bewindsperiode min of meer heimelijk had ingesteld, openlijk te praktiseren. Bandieten konden ongestoord hun gang gaan doordat zij gerechtelijke vervolging konden afkopen. Verder liet Florus verschillende dorpjes uitplunderen, ook wanneer er slechts geringe beschuldigingen tegen hen waren, om zichzelf op deze manier te verrijken. Volgens Josephus liep "Florus (...) openlijk te paraderen met zijn misdadig gedrag tegenover ons [= de Joden], alsof hij juist gestuurd was om een demonstratie te geven van schurkachtigheid. Geen enkele vorm van graaien en grijpen en geen enkele vorm van onterechte bestraffing liet hij onbeproefd." Josephus beschuldigt Florus er zelfs van de Joodse opstand met opzet uitgelokt te hebben. Volgens Josephus probeerde Florus op die manier zijn corruptie te verbloemen en te voorkomen dat hij zich in Rome voor zijn gedrag zou moeten verantwoorden.
Het beeld dat Josephus schetst, is uiterst negatief en het is duidelijk dat er in zijn typering sprake is van retorische overdrijving. Op grond van concrete situaties die uit de periode van Florus' procuratorschap beschreven worden, waarbij Florus en zijn troepen hard en provocatief reageerden op relatief kleine incidenten, beschouwen moderne historici Florus' optreden inderdaad als hard en tactloos. Zij zien daarin echter niet de voornaamste oorzaak van de Joodse Oorlog. Zij wijten deze eerder aan toenemende spanningen tussen de sociale klassen in het toenmalige Joodse land (zowel binnen Judea zelf als interregionaal), die min of meer samenvielen met sympathie voor en antipathie tegen de Romeinse overheersers. De incidenten die plaatsvonden onder Florus' procuratorschap functioneerden eerder als catalysator om deze spanningen tot een uitbarsting te laten komen, dan als de oorzaak ervan.
Na het uitbreken van de Joodse Oorlog werd Marcus Antonius Julianus in Florus' plaats benoemd, al lijkt hij in de praktijk niet als zodanig gefunctioneerd te hebben. Hoe Nero over Florus' optreden in Judea heeft geoordeeld, is in antieke bronnen niet overleverd. Evenmin is er iets bekend over Florus' latere leven en over zijn dood.